# Jonas Vileišis
Jonas Vileišis  pronunciació (?·pàg.) (3 gen 1872-1 juny 1942) va ser un advocat, polític i diplomàtic lituà.

## Primers anys i carrera

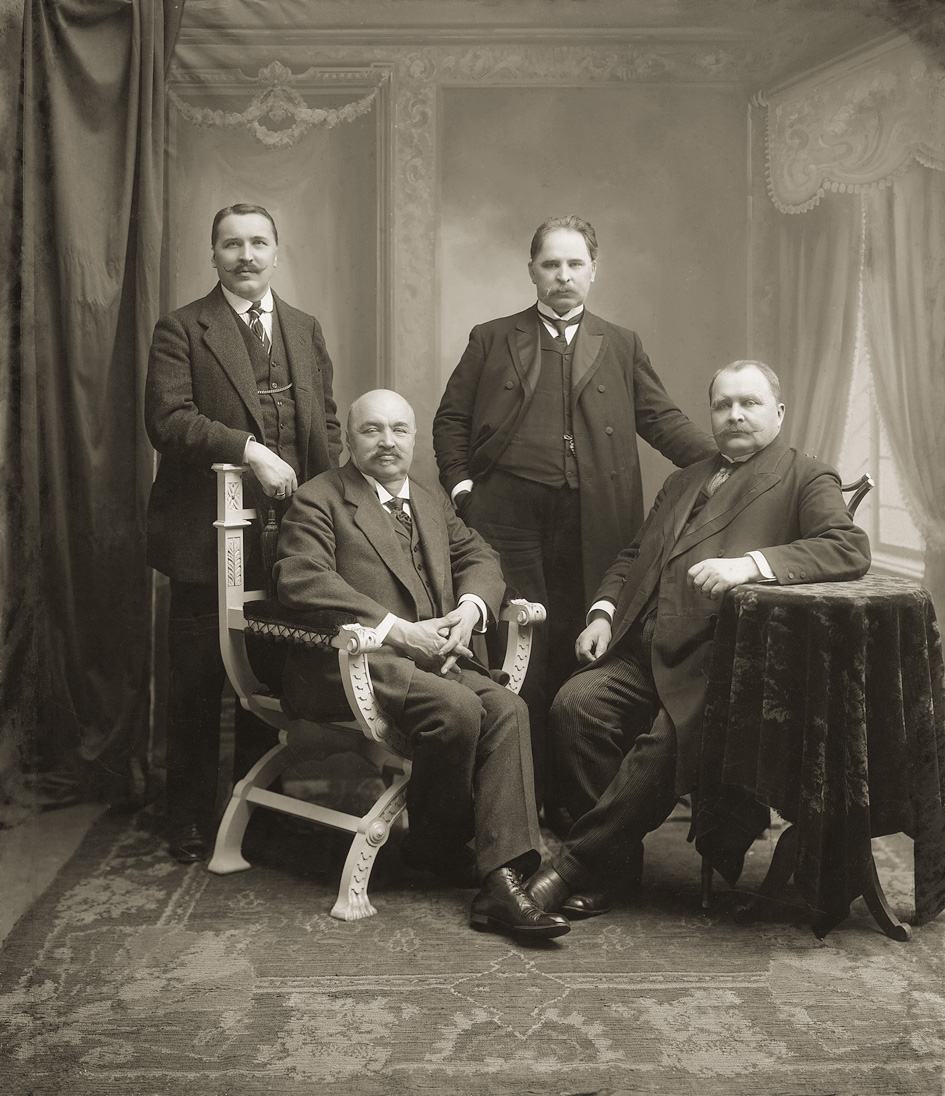
Jonas Vileišis amb els seus germans (de peu, primer per l'esquerra)

Vileišis va néixer a Mediniai, prop de Pasvalys. El 1892 es va graduar al gymnasium de Šiauliai. Durant 1892-1894, va estudiar física i matemàtiques a la Universitat de Sant Petersburg. Posteriorment va passar a estudiar dret, matèria en la qual es va graduar el 1898. Com a estudiant va començar a contribuir als diaris Varpas (La campana) i Ūkininkas (El granger). De 1896 a 1898 fou membre del Partit Socialdemòcrata de Lituània Després de tornar a Lituània, va començar a exercir l'advocacia i es va unir als 12 Apòstols organització, dedicada a defensar el dret d'usar l'idioma lituà en la impressió, que va ser prohibit en el seu moment. El 1902 va participar en la creació del Partit Democràtic de Lituània.
Després que s'aixequés la prohibició de l'idioma lituà el 1904, Vileišis obtingué el permís per publicar el diari Lietuvos Ūkininkas i va ser el seu editor en cap de 1905 a 1906. De 1907 a 1909, fou l'editor del  Vilniaus zinios (Notícies de Vílnius) i, després de ser prohibit, publicà i edità Lietuvos zinios ( Notícies de Lituània). Va ser un dels organitzadors del Gran Seimas de Vílnius, i organitzador de la Societat científica de Lituània el 1907.
A principis de la Primera Guerra Mundial, Vileišis cofundà una organització destinada a ajudar les víctimes lituanes de la guerra, amb suport agronòmic i legal, i va esdevenir el seu president. Fou també un membre actiu del Comitè de Lituània. Vileišis va establir sis escoles al districte d'Alanta. Com a membre de la Societat Lituana de Ciències va organitzar la publicació de llibres de text escolars. Per distribuir propaganda anti-alemanya entre els docents, va ser empresonat a la presó de Lukiškės durant sis mesos i posteriorment a Alemanya per realitzar treballs forçats. En Berlín se les va arreglar per escapar de la presó, i va passar a la clandestinitat fins que li fou donat el permís per tornar a Lituània.

## Carrera política

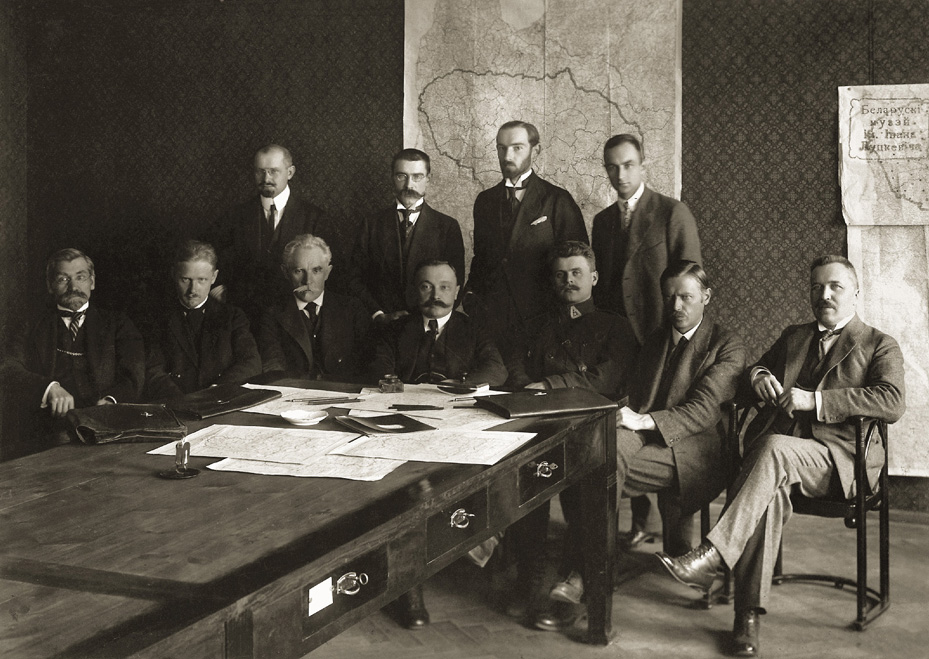
Jonas Vileišis (assegut, primer per la dreta) en el quart gabinet de ministres

De 1917 a 1920, Vileišis participat en els treballs del Consell de Lituània. Fou l'únic membre que s'oposà a la Declaració d'Independència de l'11 de desembre de 1917, en què Lituània es va comprometre a ser satèl·lit d'Alemanya. Vileišis va ser un dels quatre membres del Consell que va dimitir el 26 de gener de 1918, sobre la base que el Consell de Lituània no tenia dret a usurpar els drets de l'Assemblea Constituent de Lituània, i que la seva autoritat només s'aplicava a la determinació del futur de Lituània i el model de l'estat. Els vint membres del Consell van sotmetre a votació, el 16 de febrer, la nova edició presentada per quatre membres (Jonas Vileišis, Mykolas Biržiška, Steponas Kairys i Stanislovas Narutavičius), que va donar com a resultat una nova edició de la Declaració d'Independència de Lituània. Pocs dies després, juntament amb Justinas Staugaitis i Jurgis Šaulys, se'n va anar a Alemanya a buscar el reconeixement de la independència lituana.
De 1917 a 1922 va ser membre del Partit Popular Socialista Democràtic Lituà, des de 1922 fins a 1929 va ser membre de la Unió Popular Agrària Lituana. El 1929 va renunciar al càrrec de president del Comitè Central i del partit.
Se'l va proposar com a membre del primer Govern de Lituània, tot i que s'hi va negar. El 18 de desembre de 1918, va ser nomenat ministre de l'Interior en el segon gabinet de Lituània. Mentre treballava com a ministre va organitzar els municipis, designà metges a tots els comtats de Lituània, i publicà les lleis que regeixen les cooperatives i el reclutament militar. Vileišis renuncià, juntament amb tot el gabinet, el 12 de març de 1919.
El Quart Gabinet de Lituània (12 de juny a 2 d'octubre 1919) va nomenar Vileišis ministre d'Hisenda. Es va preparar un pla per reformar la moneda lituana, tot i que no es va aplicar.
El 1919 va ser enviat com a ambaixador als Estats Units, on va treballar per obtenir el reconeixement de l'Estat de iure i per establir financeres i comercials relacions. També va sol·licitar donacions de la comunitat lituana als Estats Units, i va recollir més d'1,8 milions de dòlars, i més important encara, va aconseguir unir la diàspora lituana. L'any 1922 va ser elegit membre del Primer Parlament de Lituània (Seimas) i va ser candidat presidencial a les eleccions del 19 juny de 1922.

## Alcalde de Kaunas
Del 30 de setembre del 1921 fins al 2 juliol del 1931, fou alcalde (Burmistras) de Kaunas, la capital temporal de Lituània. Sota la seva direcció Kaunas va créixer ràpidament i va esdevenir una vila moderna. Es va posar en marxa un sistema de distribució d'aigua i clavegueram, amb un cost de més de 15 milions de litas; la ciutat es va expandir de 18 quilòmetres quadrats a 40; es van construir més de 2.500 edificis, incloent-hi tres ponts moderns sobre els rius Neris i Nemunas. Tots els carrers de la ciutat foren pavimentades, el transport per cavalls fou substituït per modernes línies d'autobús, es van planificar i construir nous barris i es van establir nous parcs i places. Es van establir les bases d'un sistema de Seguretat Social, es van construir tres noves escoles, i noves biblioteques públiques, inclosa la Biblioteca Vincas Kudirka. Vileišis mantingué molts contactes amb altres ciutats europees, i com a resultat d'això Kaunas va ser un participant actiu en la vida urbana europea.
Vileišis va ser també professor de la Universitat Vytautas el Gran. L'1 de febrer de 1933, el van designar al Consell d'Estat de Lituània, i va treballar en el Codi Civil de Lituània.
Va morir el 1942 a l'Hospital de la Creu Roja a Kaunas, i està enterrat al Cementiri de Rasos de Vílnius, en la capella de la família Vileišiai.

## Premis
- Orde de Vytautas el Gran de 2n grau, 8 de setembre de 1934.
- Membre d'Honor de la Societat d'advocats lituans.